# Đồng Tiến, Cô Tô
Đồng Tiến là một xã thuộc huyện Cô Tô, tỉnh Quảng Ninh, Việt Nam.
Xã Đồng Tiến có diện tích 16,54 km², dân số năm 1999 là 885 người, mật độ dân số đạt 54 người/km².